# Разумне
Разу́мне (рос. Разумное) — селище міського типу в Бєлгородському районі Бєлгородської області, Росія.
Населення селища становить 16 360 осіб (2008; 15 332 в 2002). Мешканці в основному працюють на підприємствах Бєлгорода.

## Географія
Селище розташоване на річці Розумна, лівій притоці річки Сіверський Донець.

## Культура та освіта
Працюють будинок культури та бібліотека.

## Видатні місця
- Братська могила радянських воїнів з пам'ятником «Воїн з автоматом».